# 카타르의 경제
카타르의 경제는 1인당 GDP를 기준으로 세계에서 가장 부유한 나라 중 하나로, 세계은행, 유엔, 국제 통화 기금(IMF)이 집계한 2015년과 2016년 세계 순위에서 상위 10위 안에 들었다. 이웃 국가인 사우디아라비아와 아랍에미리트의 제재에도 불구하고 카타르의 경제는 성장했다.
석유와 천연가스는 카타르 경제의 초석이며 총 정부 수입의 70%, 국내 총생산의 60%, 수출 수입의 약 85%를 차지한다. 카타르는 세계에서 세 번째로 큰 천연가스 비축량을 가지고 있고 두 번째로 큰 천연가스 수출국이다.

## 에너지 부문
석유 기반 산업이 출현하기 전에 카타르는 가난한 진주 다이빙 국가였다. 유전과 가스전의 탐사는 1939년에 시작되었다. 1973년, 석유 생산과 수입은 급격히 증가했고, 카타르는 세계에서 가장 부유한 나라의 반열에 올라섰고, 카타르는 세계에서 가장 높은 1인당 수입 중 하나를 제공했다.
카타르의 경제는 1982년부터 1989년까지 침체기에 있었다. 석유 수출국 기구(OPEC)의 원유 생산 할당량, 낮은 석유 가격, 그리고 일반적으로 국제 시장에 대한 비관적인 전망은 석유 수입을 감소시켰다. 결국, 카타르 정부의 지출 계획은 낮은 수입에 걸맞게 삭감되어야 했다. 그 결과 침체된 지역 기업 풍토 때문에 많은 기업들이 외국인 직원을 해고하게 되었다. 1990년대 경제가 회복되면서, 특히 이집트와 남아시아에서 온 외국인 인구가 다시 증가했다.
2023년까지 유전의 대부분이 고갈될 것으로 예상되기 때문에 석유 생산량은 하루 50만 배럴의 최고 수준을 오래 유지하지 못할 것이다. 하지만, 많은 천연가스 매장량이 카타르의 북동쪽 해안에 위치해 있다. 이러한 해상 가스전에는 상당한 양의 오일 및 응축수 매장량도 포함될 수 있다. 예를 들어, 카타르 페트롤리엄이 1960년대에 두 개의 해상 유전을 발견했다. 그 당시에는 생산비가 너무 비쌌다. 하지만, 기술 발전은 30년 후에 생산으로 이어졌다.

## 산업
정부는 산업을 경제를 다각화하고 이 분야의 1차 공급원료 역할을 하는 막대한 천연가스 매장량을 극대화하기 위한 계획의 필수적인 부분으로 간주하고 있다. 따라서, 신중한 계획이 산업 발전에 들어갔다. 수출에 대한 안목으로, 개발은 에너지의 핵심 중심지인 라스 라판 공업도시와 메사이드 공업지구의 항구 주변에 모여 있다. 그 결과는 수년간 상당한 성장을 보여 왔다. 석유화학 비료 철강 생산국인 카타르(IQ)는 중동 최대 화학 생산국인 사우디아라비아 기초산업(SABIC)의 규모만 추월했다. 2007년 제조업은 비석유와 가스업종 중에서 국내총생산의 약 7.5%에 해당하는 국내총생산(GDP)에 세 번째로 많은 기여를 했다.
석유화학 및 비료 공급은 카타르 철강 및 카타르 1차 재료 회사(QPMC)를 통해 철강 및 기타 건설 자재와 함께 산업 기반에서 큰 부분을 차지하고 있다. 실제로, 지난 몇 년 동안, 개발 붐이 페르시아만 지역을 휩쓸면서 건설 자재의 수요가 크게 증가했다. 그러나 글로벌 금융위기는 프로젝트 신용선이 고갈되고 투자심리가 여전히 조심스러운 가운데 이 지역의 수요를 크게 위축시키고 있다. 이 위기는 사실 산업 부문 전체에 영향을 끼쳤다. 2008년 4분기 IQ의 순이익은 전년 동기 대비 90% 이상 감소했다. 그러나 상대적으로 이 부문은 대부분의 부문보다 좋은 실적을 냈고 IQ는 여전히 연간 20억 달러의 수익을 올릴 수 있었다. 지난 몇 년간의 큰 이익 덩어리가 자본 투자로 흘러들어갔고 이는 이 부문이 폭풍을 극복하는데 도움이 될 것이다. 예를 들어, IQ는 거의 60억 달러에 달하는 몇몇 주요 확장 프로젝트를 추진하고 있다. 카타르는 2009년에 가장 빠르게 성장하는 경제국 중 하나가 될 것으로 예상되는데, 그 희망은 산업 부문을 상승 궤도로 유지하기에 충분할 것이라는 것이다.

## 금융 부문
카타르 은행업계는 세계적인 서브프라임 여파의 직접적인 영향에서 가까스로 벗어났지만, 여진으로 완전히 손상되지 않은 것은 아니었다. 전반적으로, 그것은 걸프 협력 위원회 시장의 2008년 마지막 분기의 가장 좋은 성과였고 대부분의 은행들은 2008년에 상당한 이익을 냈다. 그러나 이 부문은 유동성 문제, 고객 신뢰도 저하, 대출 거부 등의 문제에 직면해 있다. 은행들의 입지를 강화하기 위해 카타르 투자청(QIA)은 2009년 초에 자본 투입을 통해 국내 상장 은행의 지분 10~20%를 인수할 용의가 있다고 발표했지만, 이후 2009년 말에 지분 5%와 추가 5%로 축소되었다.
카타르 정부도 2009년 3월 은행들이 대출을 계속 받도록 장려하기 위해 은행들의 투자 포트폴리오를 매입할 계획이라고 발표했다. 카타르 중앙은행의 예대율 90%를 요구하는 대출 규제로 인해 신중한 부문 심리도 악화되었다. 카타르의 경제와 페르시아만 지역, 그리고 더 넓은 세계 간의 높은 수준의 통합을 감안할 때, 사업과 은행 활동의 둔화는 불가피해 보였다. 그럼에도 불구하고, 카타르의 은행 부문은 다른 나라에서의 분쟁을 고려할 때 비교적 잘 해오고 있고, 내부자들은 전 세계적으로 신뢰가 서서히 회복됨에 따라 2009년 하반기에 활동이 이전의 활발한 속도로 되돌아갈 것이라고 확신하고 있다.
국제 통화 기금(IMF)은 2019년 봄 평가에서 카타르가 2017년에 부과된 봉쇄와 2014년부터 2016년까지 하락한 유가의 충격을 성공적으로 흡수했다고 말했다. S&P 글로벌은 카타르가 2017년 부정적인 전망을 내놨다가 2019년 안정세로 전환했다.
2019년 8월, 카타르 중앙은행은 안정적 유가와 지속적인 수출 호조에 대한 기대감 속에서 향후 2년 동안 카타르의 경제 성장이 증가할 것이라고 발표했다. GDP는 2018년과 2020년 사이에 평균 2.8% 성장할 것으로 예상되며, 예산 흑자는 2018년 151억 리야에서 2019년에는 43억 5천만 리야로 감소할 것이다.

### 이슬람 금융
이슬람 금융 부문은 2008년에 증가된 활동을 누렸고 더욱 정교한 금융 상품들이 투자자들의 관심을 불러일으키면서 2009년까지 계속 성장할 것으로 예상된다. 카타르 이슬람 은행(QIB), 카타르 국제 이슬람 은행(QIIB), 신참 마스라프 알레이얀 등 이슬람 은행들도 시장지배력을 유지하기 위해 샤리아를 준수하는 분야에 진출하고 이슬람 자회사를 사실상 필수품으로 보기 위해 나서고 있다. 비록 전통적인 은행들이 시장 활동의 더 큰 부분을 차지하기 위해 열심히 노력하고 있지만, 이슬람 은행들은 현재 샤리아를 준수하는 사업에서 가장 큰 비중을 차지하고 있다. 이슬람 은행과 이슬람 자회사 모두 2008년 1분기 동안 전체 자금 조달 활동이 전년 동기 대비 70.6% 증가한 놀라운 성과를 거두었다. 하지만 세계 금융 위기는 이러한 성장을 둔화시켰다. 열악한 시장 상황은 2008년 페르시아만 전역에서 이슬람 채권, 즉 수쿠크 활동의 현저한 둔화에 기여했다. 그러나 이슬람 보험이나 타카풀과 같은 다른 부문들도 비슷한 침체를 겪지 않았다. 전반적으로, 샤리아 호환 은행 서비스에 대한 증가하는 수요를 충족시킬 수 있는 자격 있는 직원의 부족 등 추가적인 성장에 대한 과제가 남아 있다.

### 자본 시장
카타르의 상장 기업들의 주식 시가총액은 세계은행에 의해 2007년 9천548만7천 달러로 평가되었다. 2008년이 끝나갈 무렵, 카타르를 포함한 전 세계의 어떤 자본 시장도 서브프라임 여파의 영향을 받지 않았다. 그렇긴 하지만 카타르의 증권거래소인 도하증권시장이 현재 진행중인 국제 난기류에 상대적으로 회복력을 유지할 것이라는 낙관론도 만만치 않다. 그것은 2008년 말과 2009년 초에 다이빙하기 전에 2008년 중반에 최고 기록을 세우면서 전 세계의 많은 다른 나라들과 같은 피크-터프 궤적을 따라왔다. 2006년 12월과 2008년 7월 사이에 DSM 지수는 글로벌 금융 위기가 이러한 이득의 대부분을 없애기 전에 약 117% 상승했다. 2009년 첫 몇 달 동안 DSM은 가치의 약 40%를 잃었다. 더 이상의 손실을 막기 위한 노력으로, 정부는 2009년 2월에 시장 자본의 약 10%에 달하는 부실 은행의 주식을 매입하기 위해 개입할 것이라고 발표했다. 그 조치는 투자자들의 낙관론을 개선시켰고 시장이 더 이상 하락하는 것을 막을 수 있을 것으로 기대된다. 빠르면 2010년에 모든 은행과 금융 서비스를 감독하기 위한 단일 규제 기관을 만들자는 제안은 금융 부문을 보다 나은 방향으로 변화시킬 또 다른 유망한 발전으로 보인다.

## 관광업

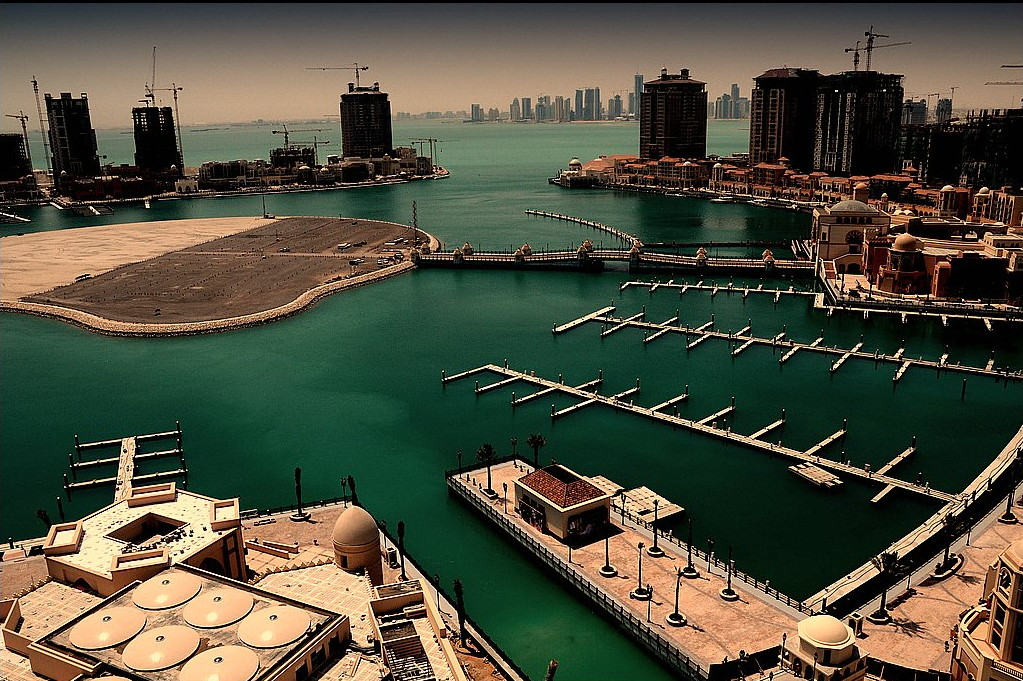
펄 카타르

카타르 관광업의 야심찬 5개년 개발 계획 아래, 정부는 방문객 수를 2007년 현재 96만 4천명에서 2010년까지 1.5m로 늘리는 것을 목표로 했다. 이 목표를 달성하는 데 필요한 자금은 충분했다. 2008년 주정부는 2014년까지 관광 개발에 170억 달러를 할당했으며, 이 중 대부분은 호텔, 전시 공간 및 인프라에 할당되었다. 증가하는 방문객 수를 따라잡기 위해, 정부는 2012년까지 호텔 수용력을 400% 증가시킨다는 목표를 세웠다. 재정 지원과 더불어, 정부는 민간 부문의 활동을 증가시키기 위해 기업 규제를 완화하기 위해 노력해왔다. 확장 계획의 주요 측면은 하마드 국제공항으로, 2012년 1단계 완료 시 최대 24m의 승객을 처리할 수 있는 능력을 갖게 될 것이다.
특히 관심을 받는 다른 틈새 관광 분야로는 도하 이슬람 미술관의 높은 홍보 개방에 따른 문화 관광과 2006년 카타르가 개최했던 

에 자극받은 스포츠 관광이 있다. 정부는 장기적인 확장 계획에 전념하고 있는 것처럼 보이지만 그럼에도 불구하고 국제 사회에 대한 효과적인 마케팅과 세계 관광 욕구에 대한 금융 위기의 영향 등 과제는 남아있다.

## 거시경제 추이
다음 표는 1980~2017년 주요 경제지표를 보여준다. 2% 미만의 인플레이션은 녹색으로 표시된다.
| 연도 | GDP (10억 US$ PPP) | 일인당 GDP (US$ PPP) | GDP 성장률 (실질) | 인플레이션 비율 (백분율) | 정부 부채 (GDP 중 %) |
| ---- | ------------------ | -------------------- | ----------------- | ------------------------ | -------------------- |
| 1980 | 17.63              | 72,061               | −1.0 %            | 6.8 %                    | n/a                  |
| 1981 | 18.5               | 69,897               | −3.9 %            | 8.5 %                    | n/a                  |
| 1982 | 18.1               | 63,271               | −8.2 %            | 5.7 %                    | n/a                  |
| 1983 | 17.8               | 58,114               | −5.3 %            | 2.7 %                    | n/a                  |
| 1984 | 21.3               | 65,435               | 16.0 %            | 1.1 %                    | n/a                  |
| 1985 | 19.2               | 55,602               | −13.0 %           | 1.1 %                    | n/a                  |
| 1986 | 20.3               | 56,008               | 3.7 %             | 1.9 %                    | n/a                  |
| 1987 | 21.0               | 55,604               | 0.9 %             | 4.5 %                    | n/a                  |
| 1988 | 22.7               | 57,909               | 4.7 %             | 4.5 %                    | n/a                  |
| 1989 | 24.9               | 60,973               | 5.3 %             | 4.8 %                    | n/a                  |
| 1990 | 22.0               | 46,184               | −14.6 %           | 3.3 %                    | 10.7 %               |
| 1991 | 22.4               | 46,095               | −1.7 %            | 3.0 %                    | 17.6 %               |
| 1992 | 25.5               | 52,008               | 11.3 %            | 4.4 %                    | 16.6 %               |
| 1993 | 25.7               | 52,284               | −1.3 %            | −0.9 %                   | 37.5 %               |
| 1994 | 26.6               | 53,814               | 1.4 %             | 1.5 %                    | 44.2 %               |
| 1995 | 27.9               | 55,576               | 2.4 %             | 3.0 %                    | 42.3 %               |
| 1996 | 29.6               | 57,761               | 4.4 %             | 7.0 %                    | 49.5 %               |
| 1997 | 39.1               | 73,926               | 30.0 %            | 2.7 %                    | 48.0 %               |
| 1998 | 44.0               | 79,960               | 11.2 %            | 2.8 %                    | 63.4 %               |
| 1999 | 46.6               | 81,438               | 4.3 %             | 2.2 %                    | 74.4 %               |
| 2000 | 51.5               | 86,713               | 8.0 %             | 1.6 %                    | 52.5 %               |
| 2001 | 54.7               | 89,419               | 4.0 %             | 1.6 %                    | 59.1 %               |
| 2002 | 59.5               | 94,540               | 2.5 %             | 0.2 %                    | 47.6 %               |
| 2003 | 63.0               | 95,393               | 3.7 %             | 2.2 %                    | 39.0 %               |
| 2004 | 77.2               | 107,098              | 19.2 %            | 6.8 %                    | 29.0 %               |
| 2005 | 85.6               | 104,243              | 7.5 %             | 8.9 %                    | 19.2 %               |
| 2006 | 111.3              | 115,048              | 26.2 %            | 11.8 %                   | 13.4 %               |
| 2007 | 134.8              | 117,000              | 18.0 %            | 13.7 %                   | 8.9 %                |
| 2008 | 161.8              | 104,116              | 17.7 %            | 15.1 %                   | 11.1 %               |
| 2009 | 182.5              | 111,364              | 12.0 %            | −4.9 %                   | 32.4 %               |
| 2010 | 218.2              | 127,226              | 18.1 %            | −2.4 %                   | 29.1 %               |
| 2011 | 252.5              | 145,724              | 13.4 %            | 2.0 %                    | 33.5 %               |
| 2012 | 269.2              | 146,872              | 4.9 %             | 1.8 %                    | 32.1 %               |
| 2013 | 285.6              | 142,543              | 4.4 %             | 3.2 %                    | 30.9 %               |
| 2014 | 302.3              | 136,409              | 4.0 %             | 3.4 %                    | 24.9 %               |
| 2015 | 316.4              | 129,805              | 3.6 %             | 1.8 %                    | 34.9 %               |
| 2016 | 327.6              | 125,159              | 2.2 %             | 2.7 %                    | 46.5 %               |
| 2017 | 340.6              | 124,529              | 2.1 %             | 0.4 %                    | 54.0 %               |